# Deve Ser Horrível Dormir Sem Mim
"Deve Ser Horrível Dormir Sem Mim" é uma canção da cantora brasileira Manu Gavassi e do cantor e drag queen brasileiro Gloria Groove, lançada em 21 de agosto de 2020 pela Universal Music. A canção foi escrita pelos interpretes junto com Lucas Silveira e Tiago Abrahão.

## Antecedentes e desenvolvimento
Em 12 de agosto de 2020, Gavassi deletou todas suas fotos do Instagram e no dia seguinte, mudou o nome do perfil para o alter ego Malu Gabatti, uma roteirista e diretora, além de ter mudado a cor do cabelo. Manu anunciou uma parceria com Gloria Groove por meio de uma ação/brincadeira no TikTok, com a música sendo lançada em 21 de agosto de 2020.

## Apresentações ao vivo
Gavassi cantou a música pela primeira vez em 30 de agosto de 2020 no Domingão do Faustão. Em 24 de setembro de 2020 Gavassi vez a segunda performance da música ao vivo no MTV Millennial Awards 2020.

## Vídeo musical
O vídeo da canção também foi lançado em 21 de agosto de 2020, sendo dirigido pela própria Manu Gavassi, sendo um curta-metragem de 10 minutos de duração.
O clipe é estrelado pela persona de Manu, Malu Gabatti, uma renomada cineasta de Nova York que ensina a formula para fazer um clipe pop perfeito. O vídeo musical ainda conta com a participação do ator — e ex-namorado de Gavassi — Chay Suede, a atriz Laura Neiva, o produtor Raony Phillips e  o ator Bruno Anacleto.

## Desempenho
A canção debutou o 2° lugar no TOP 50 das músicas mais tocadas do Spotify, se tornando a maior posição da sua carreira e alcançou 3 milhões de visualizações em 24 horas.
No dia seguinte, com mais de 1 milhão de streams em 24 horas, o single teve um crescimento de mais 40 mil streams a mais no Spotify, permitindo que, tanto Manu Gavassi quanto Gloria Groove, pudessem entrar pela primeira vez no TOP 200 do Spotify Global, na 187ª posição do ranking.
Além disso, a canção alcançou o 1° lugar na TOP 100 Brasil do Deezer, 1° lugar na TOP 100 Brasil da Apple Music, 1° lugar na TOP 100 Brasil do TIDAL e 2° lugar no iTunes Brasil.

## Posições nas paradas musicais
| País — Tabela musical (2020) | Melhor posição |
| ---------------------------- | -------------- |
| Brasil (UBC Streaming)       | 3              |
| Portugal (AFP)               | 199            |

| País — Tabela musical (2020) | Melhor posição |
| ---------------------------- | -------------- |
| Brasil (Top 50 Streaming)    | 13             |

## Históricos de lançamento
| Região | Data                 | Formato                    | Gravadora | Ref    |
| ------ | -------------------- | -------------------------- | --------- | ------ |
| Mundo  | 21 de agosto de 2020 | download digital streaming | Universal | [ 16 ] |

## Certificados
| Região | Certificação | Streams |
| ------ | ------------ | ------- |
| Brasil | Diamante     | 300.000 |

## Prêmios e indicações
| Ano  | Prêmio                  | Categoria                                         | Resultado | Ref.   |
| ---- | ----------------------- | ------------------------------------------------- | --------- | ------ |
| 2020 | Capricho Awards         | Feat do Ano (Manu Gavassi e Gloria Groove)        | Indicado  | [ 19 ] |
| 2020 | WME Awards              | Melhor Música Mainstream                          | Indicado  | [ 20 ] |
| 2020 | WME Awards              | Melhor Videoclipe                                 | Venceu    | [ 20 ] |
| 2020 | Prêmio TodaTeen         | Feat do Ano (Manu Gavassi e Gloria Groove)        | Venceu    | [ 21 ] |
| 2020 | Prêmio POP Mais         | Melhor Clipe                                      | Indicado  | [ 22 ] |
| 2020 | Prêmio POP Mais         | Melhor Colaboração (Manu Gavassi e Gloria Groove) | Venceu    | [ 22 ] |
| 2020 | Prêmio LGBT + Som       | Melhor Canção Nacional Featuring ou Grupo         | Indicado  | [ 23 ] |
| 2020 | Prêmio LGBT + Som       | Melhor Videoclipe Nacional                        | Venceu    | [ 23 ] |
| 2020 | Splash Awards           | Melhor Clipe Nacional                             | Venceu    | [ 24 ] |
| 2021 | MVF Awards              | Melhor Narrativa em Videoclipe Nacional           | Indicado  | [ 25 ] |
| 2021 | MVF Awards              | Melhor Videoclipe Nacional                        | Venceu    | [ 25 ] |
| 2021 | SEC Awards              | Melhor Clipe Nacional do Ano                      | Venceu    | [ 26 ] |
| 2021 | SEC Awards              | Música Nacional do Ano                            | Venceu    | [ 26 ] |
| 2021 | Prêmio Biscoito         | Clipe do Ano                                      | Indicado  | [ 27 ] |
| 2021 | Prêmio Hits del Verano  | Mejor Video Musical Brasileño                     | Venceu    | [ 28 ] |
| 2021 | Flame Roem World Awards | Videoclipe Nacional do Ano                        | Indicado  | [ 29 ] |
| 2021 | Prêmio Jovem Brasileiro | Hit do Ano                                        | Indicado  | [ 30 ] |
| 2021 | BreakTudo Awards        | Clipe Nacional                                    | Indicado  | [ 31 ] |